# إبراهيم خليل الحوطي
إبراهيم خليل الحوطي (مواليد 22 ديسمبر 1996) لاعب كرة قدم بحريني يلعب حاليا لصالح نادي الدرجة الأولى النجمة البحريني في خط الوسط من 2014.

## منتخب البحرين
شارك الحوطي مع منتخب البحرين الأولمبي.

## الحياة الشخصية
أخوه الأكبر هو لاعب كرة قدم الدولي البحريني راشد الحوطي ظهير أيسر الحد.